# Samos (satellite)
Pour les articles homonymes, voir Samos (homonymie).

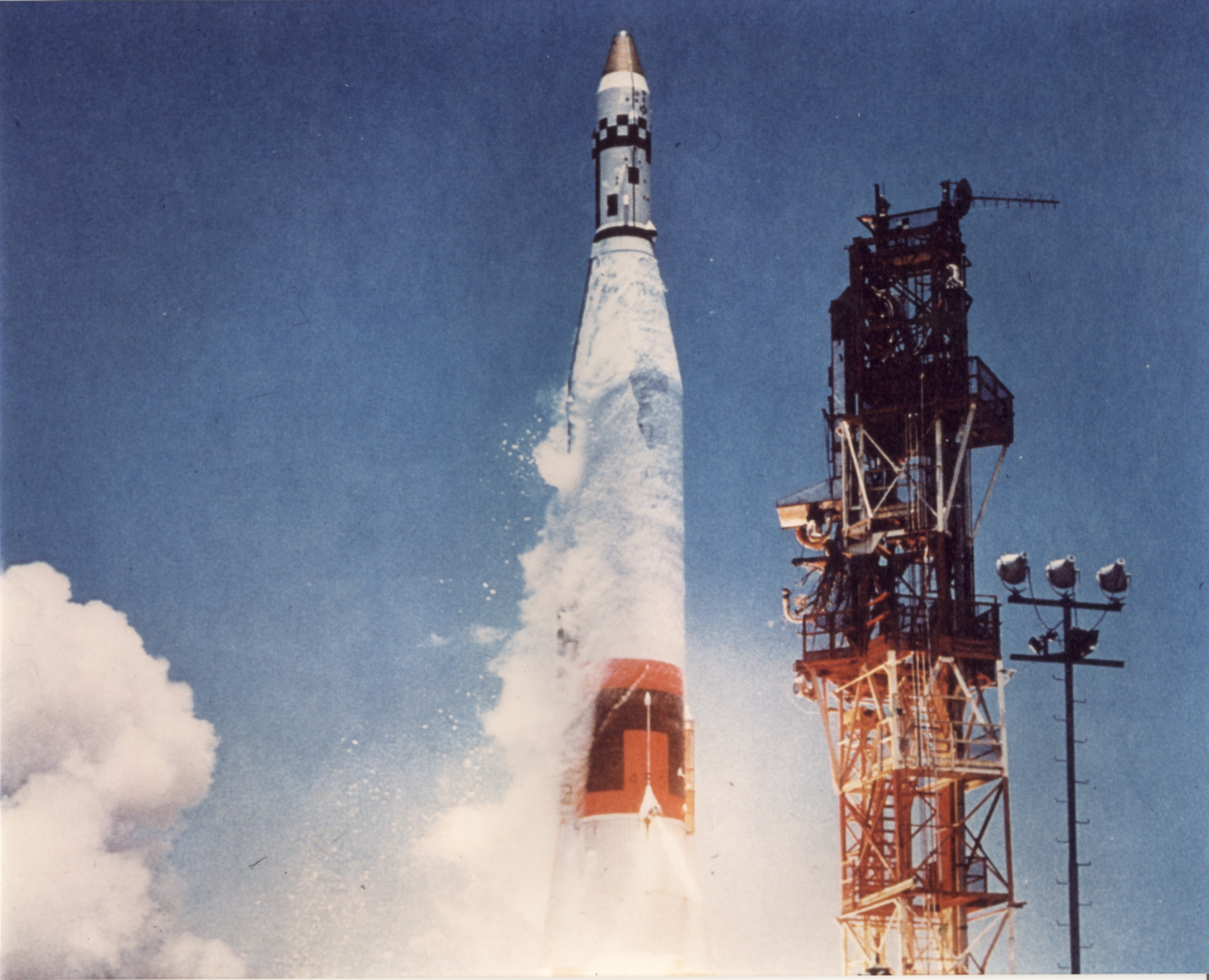
Lancement d'un satellite SAMOS par une Atlas Agena.

Le programme SAMOS (Satellite and Missile Observation System) ou SAMOS-E, nommé également Sentry ou Programme 101, est une série de satellites de reconnaissance optique développés par l'Armée de l'Air américaine au début des années 1960 dont la production fut très rapidement arrêtée sans doute du fait des mauvais résultats obtenus. Plusieurs configurations se sont succédé : photographies scannées puis transmises au sol par voie radio, films renvoyés à Terre dans une capsule récupérable, équipement d'écoute électronique; résolutions différentes. Le premier lancement a  lieu le 11 octobre 1960 et le dernier est réalisé 1963. Les photographies fournies n'étaient pas de grande qualité et le programme fut interrompu. Cet abandon fut facilité par le succès du programme des satellites Corona développés en parallèle sous la conduite de la CIA.  

## Historique

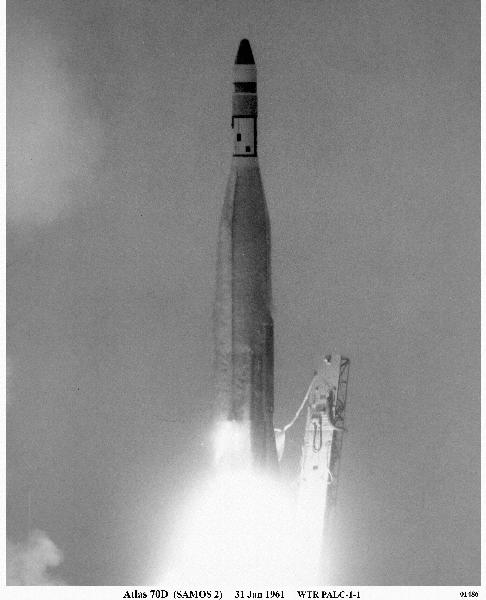
Atlas Agena A avec Samos 2 (31 janvier 1961)

La décision de lancer le programme SAMOS est prise en octobre 1957 peu après le lancement du satellite soviétique Spoutnik qui semble démontrer le retard pris par les États-Unis dans le domaine des missiles balistiques intercontinentaux. Un autre programme de satellites de reconnaissance baptisé WS 117L, qui deviendra plus tard Corona, avait été lancé dès 1953 sous la supervision de la CIA  mais il n'est prévu qu'il ne débouche sur un engin opérationnel qu'en 1963. Le programme SAMOS est géré par l'Armée de l'Air américaine et la construction du satellite est confiée à Lockheed.

## Les satellites SAMOS
Les satellites SAMOS dont la masse atteint 1 900 kg sont beaucoup plus lourds que les satellites Corona et alors que ces derniers peuvent être lancés par des Thor-Agena, les satellites SAMOS  sont confiés à des Atlas-Agena. Ils sont lancés depuis la base de lancement de Vandenberg et placés sur une orbite polaire. Quatre configurations sont développées successivement :
- Le type E1 (programme 101) donne lieu à 3 lancements dont le deuxième est une réussite. Dans cette configuration le film est scanné et les données sont transmises par radio. Cette série emporte un équipement d'écoute électronique.
- Le type E2 (programme 101A) utilise la même technique mais avec une résolution nettement améliorée.Cette série emporte un équipement d'écoute électronique. Elle ne comprend qu'un seul satellite qui est un échec

L'équipe du projet fait le constat à l'époque que la technique de transformation des photos argentiques en signaux radio-électriques n'est pas au point et les deux séries suivantes  utilisent une capsule récupérable pour transmettre les images.
- Le type E5 (programme 101B)
- Le type E6 (programme 201) avec une résolution encore améliorée.
- Quatre derniers satellites SAMOS sont lancés entre février 1962 et juin 1963 mais emportent une charge utile limitée à l'équipement d'écoute électronique.

Seuls trois vols de reconnaissance optique sur 12 (donc en ne comptant pas les 4 dernières missions) sont des succès. Les échecs se partagent entre défaillance du lanceur, du satellite en orbite et tentative de récupération de la capsule infructueuse.
| Nom | Récupération        | Longueur focale | Résolution | Fauchée | Durée d'une mission | Nombre de lancements / échecs | Premier vol / dernier vol   |
| --- | ------------------- | --------------- | ---------- | ------- | ------------------- | ----------------------------- | --------------------------- |
| E-1 | Transmission radio  | 1,83 m          | 30 m       | 161 km  | 10 jours            | 2/1                           | octobre 1960 / janvier 1961 |
| E-2 | Transmission radio  | 0,91 m          | 6 m        | 27 km   | 4 mois              | 1/1                           | septembre 1961              |
| E-5 | capsule récupérable | 1,67 m          | 1,5 m      | 98 km   | 15 à 30 jours       | 3/3?                          | novembre 1961 / mars 1962   |
| E-6 | capsule récupérable | 0,7 m           | 2,4 m      | 280 km  | 5 jours             | 5/3                           | avril 1962 / novembre 1962  |